# Bite Lettország
A Bite Lettország (lettül: Bite Latvija) egy jelentős lettországi telekommunikációs vállalat, amely a mobilkommunikációs szolgáltatások széles skáláját kínálja az ország lakosságának. A cég tulajdonosa a litván Bitė Csoport, amely egy nemzetközi vállalatcsoport, és közvetve az amerikai Providence Equity Partners magánbefektetési alap birtokában van. Ez az alap számos különböző iparágban tevékenykedik, beleértve a távközlést is.

## Története
A Bite 2005-ben kezdte meg működését Lettországban, ezzel lényegesen hozzájárulva az ország telekommunikációs infrastruktúrájának fejlődéséhez. Az indulás óta a vállalat jelentős növekedést ért el, és ma már nemcsak mobiltelefon-szolgáltatásokat, hanem szélessávú internetet, valamint különféle digitális megoldásokat is kínál ügyfeleinek. 